# Скьоппа, Лоренцо
Лоренцо Скьоппа (итал. Lorenzo Schioppa; 10 ноября 1871, Неаполь, королевство Италия — 23 апреля 1935, Рим, королевство Италия) — итальянский прелат и ватиканский дипломат. Титулярный архиепископ Мокиссуса с 10 августа 1920 по 23 апреля 1935. Апостольский нунций в Венгрии с 10 августа 1920 по 3 мая 1925. Апостольский интернунций в Нидерландах с 3 мая 1925 по 23 апреля 1935. Апостольский интернунций в Литве с 10 марта 1927 по 27 мая 1928.